# Диссипация энергии
Диссипа́ция энергии (лат. dissipatio «рассеяние») — переход части энергии упорядоченных процессов (кинетической энергии движущегося тела, энергии электрического тока и т. п.) в энергию неупорядоченных процессов, в конечном счёте — в теплоту. Системы, в которых энергия упорядоченного движения с течением времени убывает за счёт диссипации, переходя в другие виды энергии, например в теплоту или излучение, называются диссипативными. Для учёта процессов диссипации энергии в таких системах при определённых условиях может быть введена диссипативная функция. Если диссипация энергии происходит в замкнутой системе, то энтропия системы возрастает. Диссипация энергии в открытых системах, обусловленная процессами уноса энергии из системы, например в виде излучения, может
приводить к уменьшению энтропии рассматриваемой системы при увеличении полной энтропии системы и окружающей среды. Это, в частности, обеспечивает важную роль процессов диссипации энергии в уменьшении удельной энтропии вещества на стадиях образования галактик и звёзд в модели горячей Вселенной.
Основной причиной диссипации является взаимодействие малых структурных единиц вещества. Например, причиной таких процессов диссипации, как вязкостное трение, теплопроводность и диффузия в газах и жидкостях является тепловое движение молекул: при движении выбранного малого объёма вещества молекулы на границе объёма, хаотически перемещаясь, постоянно сталкиваются с молекулами других объёмов, в результате чего происходит непрерывный обмен импульсом и веществом между малыми объёмами среды.
В неравновесной термодинамике интенсивность диссипации напрямую связана с производством энтропии системы.